# 昌荣镇
昌荣镇，是中华人民共和国江苏省泰州市兴化市下辖的一个乡镇级行政单位。

## 行政区划
昌荣镇下辖以下地区：
昌荣社区、安西村、安仁村、宝宏村、欣荣村、唐子村、红花村、富民村、双星村、盐北村、朝阳村、存德村、瞿沈村和唐泽村。